# Агломерації Каліфорнії
Штат Каліфорнія сильно урабанізований. Тут є 
- 7 конурбацій (Лос-Анджелесу, Сан-Хоме та Сан-Франциско, Сакраменто, Фресно, Модесто, Вісалії та Реддінгу),
- 26 метрополійних агломерацій (Лос-Анджелесу, Сан-Франциско, Ріверсайда, Сан-Дієго, Сан-Хосе, Сакраменто, Фресно, Бейкерсфілду, Окснарду, Стоктону, Модесто, Санта-Рози, Вісалії, Санта-Марії, Вальєхо, Салінасу, Сан-Луїс-Обиспо, Санта-Крузу, Мерседу, Чико, Ел-Центро, Реддінг, Юба-Сіті, Мадери, Хенфорду, Напи),
- 8 мікрополійних агломерацій (Юріки, Тракі, Юкая, Клірлейк, Ред-Блафф, Сонори, Сюзанвілля, Де-Норте).

## Агломерації Каліфорнії
Каліфорнія — сильно урбанізований штат. В штаті чотири агломерації з населенням більше 1 мільйона осіб:
- Лос-Анджелес (Лос-Анджелес, Санта-Ана, Риверсайд, Сан-Бернардино, Окснард, Вентура) — 16 373,6 тис. осіб
- Район затоки Сан-Франциско (Сан-Франциско, Окленд, Сан-Хосе, Вальєхо, Напа, Санта-Роза, Санта-Круз) — 7 092,2 тис. осіб
- Сан-Дієго (Сан-Дієго) — 2 813,9 тис. осіб
- Сакраменто (Сакраменто, Роузвіль, Ранчо-Кордова, Юба-Сіті) — 2 028,0 тис. осіб

| №  | Агломерація                               | Тип        | Населення, тис. мешканців (2015) | Чисельність українців (2000) | Округи                                                 |
| -- | ----------------------------------------- | ---------- | -------------------------------- | ---------------------------- | ------------------------------------------------------ |
| 1  | Лос-Анджелес — Лонг-Біч — Анахайм         | метрополія | 13340,1                          | 28542                        | Лос-Анджелес, Орандж                                   |
| 2  | Сакраменто-Розвілл-Арден-Аркейд           | метрополія | 2274,2                           | 15672                        | Сакраменто, Плейсер, Ел-Дорадо, Йоло                   |
| 3  | Сан-Франциско — Окланд - Хейворд          | метрополія | 4656,1                           | 14367                        | Сан-Франциско, Сан-Матео, Марін, Контра-Коста, Аламіда |
| 4  | Сан-Дієго-Карлсбад                        | метрополія | 3299,5                           | 6347                         | Сан-Дієго                                              |
| 5  | Сан-Хосе-Саннівейл-Санта-Клара            | метрополія | 1976,8                           | 4090                         | Санта-Клара, Сан-Беніто                                |
| 6  | Ріверсайд — Сан-Бернардіно-Онтаріо        | метрополія | 4489,2                           | 3952                         | Риверсайд, Сан-Бернардіно                              |
| 7  | Санта-Марія-Санта-Барбара                 | метрополія | 444,8                            | 951                          | Санта-Барбара                                          |
| 8  | Санта-Роза                                | метрополія | 502,1                            | 907                          | Сонома                                                 |
| 9  | Фресно                                    | метрополія | 974,9                            | 896                          | Фресно                                                 |
| 10 | Модесто                                   | метрополія | 538,4                            | 738                          | Станіслаус                                             |
| 11 | Вальєхо-Феєрфілд                          | метрополія | 436,1                            | 637                          | Солано                                                 |
| 12 | Санта-Круз-Вотсонвілл                     | метрополія | 274,1                            | 624                          | Санта-Круз                                             |
| 13 | Окснард-Таузенд-Оакс- Вентура             | метрополія | 850,5                            | 1590                         | Вентура                                                |
| 14 | Вісалія — Портервілл                      | метрополія | 459,9                            | 506                          | Туларе                                                 |
| 15 | Салінас                                   | метрополія | 433,9                            | 480                          | Монтерей                                               |
| 16 | Стоктон-Лодай                             | метрополія | 726,1                            | 461                          | Сан Хоакін                                             |
| 17 | Сан-Луїс-Обіспо-Пасо-Роблес-Арройо-Гранде | метрополія | 281,4                            | 425                          | Сан-Луїс-Обіспо                                        |
| 18 | Бейкерсфілд                               | метрополія | 882,2                            | 399                          | Керн                                                   |
| 19 | Чіко                                      | метрополія | 225,4                            | 349                          | Бьютт                                                  |
| 20 | Тракі — Грас Валі                         | мікрополія | 98,9                             | 258                          | Невада                                                 |
| 21 | Юріка                                     | мікрополія | 135,7                            | 239                          | Гумбольдт                                              |
| 22 | Реддінг                                   | метрополія | 179,5                            | 213                          | Шаста                                                  |
| 23 | Юкая                                      | мікрополія | 87.6                             | 146                          | Мендосіно                                              |
| 24 | Мерсед                                    | метрополія | 268,5                            | 115                          | Мерсед                                                 |
| 25 | Юба-Сіті                                  | метрополія | 171,0                            | 66                           | Юба, Саттер                                            |
| 26 | Мадера                                    | метрополія | 155,0                            |                              | Мадера                                                 |
| 27 | Ред-Блафф                                 | мікрополія | 63,3                             | 51                           | Тіхама                                                 |
| 28 | Ел-Центро                                 | метрополія | 180,2                            | 27                           | Імперіал                                               |
| 29 | Клірлейк                                  | мікрополія | 64,6                             | 26                           | Лейк                                                   |
| 30 | Хенфорд-Коркоран                          | метрополія | 151,0                            |                              | Кінгс                                                  |
| 31 | Напа                                      | метрополія | 142,5                            |                              | Напа                                                   |
| 32 | Сонора                                    | мікрополія | 53,7                             |                              | Туолумні                                               |
| 33 | Сюзанвілл                                 | мікрополія | 31,3                             |                              | Лассен                                                 |
| 34 | Крессент-Сіті                             | мікрополія | 27,3                             | 33                           | Де-Норте                                               |

## Конурбації Каліфорнії
| № | Конурбайія                    | Населення, тисяч осіб (2015 рік) | Склад |
| - | ----------------------------- | -------------------------------- | --- |
| 1 | Лос-Анджелес-Лонг-Біч         | 18679,8                          | Лос-Анджелес-Лонг-Біч-Анахайм метрополія, Ріверсайд-Сан-Бернардіно-Онтаріо метрополія, Окснард-Таузенд-Оакс- Вентура метрополія.                                                                                    |
| 2 | Сан-Хосе-Сан-Франциско-Окланд | 8713,9                           | Сан-Франциско-Окланд-Хейворд метрополія, Сан-Хосе-Саннівейл-Санта-Клара метрополія. Стоктон-Лодай метрополія, Санта-Роза метрополія, Вальєхо-Феєрфілд метрополія, Санта-Круз-Вотсонвілл метрополія. Напа метрополія |
| 3 | Сакраменто-Розвілл            | 2544,0                           | Сакраменто-Розвілл-Арден-Аркейд метрополія, Юба-Сіті метрополія, |
| 4 | Фресно-Мадера                 | 1129,9                           | Фресно метрополія, Мадера метрополія |
| 5 | Модесто-Мерсед                | 806,8                            | Модесто метрополія, Мерсед метрополія |
| 6 | Вісалія-Портервілл-Хенфорд    | 610,8                            | Вісалія-Портервілл метрополія, Хенфорд-Коркоран метрополія |
| 7 | Реддінг-Ред-Блафф             | 242,8                            | Реддінг метрополія, Ред-Блафф мікрополія |